# Arnold Guillet
Arnold Guillet (* 28. Januar 1922 in Zürich; † 29. Juli 2007) war ein Schweizer Verleger und Publizist. Er war Gründer des katholischen Christiana-Verlags.

## Leben
Arnold Guillet wuchs als Ältester von fünf Geschwistern in Stein am Rhein im Kanton Schaffhausen auf. Sein Vater verstarb, als Arnold 13 Jahre alt war. Er besuchte mit finanzieller Unterstützung von Familie und Verwandten die Mittelschule im Internat der katholischen Ordensgemeinschaft Bethlehem Mission ("Societas Missionaria de Bethlehem (SMB)") in Werthenstein und später in Immensee bei Menzingen in der Schweiz. Er beabsichtigte Missionar zu werden. Nach seiner Matura studierte er jedoch Philosophie, Germanistik und Journalistik an der Universität Zürich, der Johannes Gutenberg-Universität Mainz und der Universität Hamburg.
Nach seinem Studium war Guillet ab Ende der 1940er Jahre im Verlagswesen tätig, zuletzt als Leiter der Werbeabteilung  bei Orell Füssli, einem Verlag in Zürich. Im Nebenberuf baute er die Auslieferung des Katholischen Digest und des Pattloch-Verlages in der Schweiz auf. Es folgten weitere Verlage – Schnell & Steiner, Sebaldus, Echter, Arena, Credo und Morus – und Eigenproduktionen in seinem 1948 gegründeten Christiana-Verlag. Von 1960 bis 1965 war er zudem als Bezirksschulpfleger (Visitator) in Zürich tätig, um seine Verlagstätigkeit zu finanzieren. Erst ab 1957 konnte er von seinem Verlagsgeschäft leben.
1967 verlagerte er seinen Verlagssitz nach Stein am Rhein. 1972 gründete er die Zeitung „Timor Domini“ als „Organ der Schweizerischen Bewegung für Papst und Kirche“, mit einer Erstauflage von 150.000 Exemplaren. In seiner Zeit als Verleger publizierte er über tausend Bücher.
Guillet war zweimal verheiratet und hatte insgesamt sieben Kinder. Er erlitt 2005 einen Gehirnschlag, später mehrere Schlaganfälle und wurde pflegebedürftig.